# 李恵宗
李恵宗（りけいそう、越：Lý Huệ Tông、在位：1210年 - 1224年）は、李朝の第8代皇帝。諱は旵（サム、越：Sảm）、また『元史』では昊旵と書かれる。第7代皇帝高宗の子。

## 経歴
治平龍応5年（1209年）、内乱によって父の高宗とともに都を追われた際、陳李・陳嗣慶によって皇帝に擁立されたことがある（『大越史略』）。翌年、父の死去で正式に即位したが、父同様に暗愚な人物で国政を顧みなかったため、外戚の陳守度に政治の実権を握られた。
建嘉4年（1224年）、皇位の簒奪を目論む陳守度によって廃され、自身の次女でわずか7歳の李昭皇を擁立される。建中2年（1226年）、邪魔者となった恵宗は、陳守度によって自殺に追い込まれた。